# Poecilimon boldyrevi
Poecilimon boldyrevi är en insektsart som beskrevs av Miram 1938. Poecilimon boldyrevi ingår i släktet Poecilimon och familjen vårtbitare. Inga underarter finns listade i Catalogue of Life.